# ای‌جی گریوس
ای‌جی گریوس (انگلیسی: AJ Greaves؛ زادهٔ ۱۷ نوامبر ۲۰۰۰) بازیکن فوتبال اهل بریتانیا است.
از باشگاه‌هایی که در آن بازی کرده‌است می‌توان به باشگاه فوتبال دونکستر راورز اشاره کرد.